# Паж герцога Савойского
«Паж герцога Савойского» (Le page du duc de Savoie) — роман Александра Дюма, посвящённый истории Франции XVI века, в частности, периоду Итальянских войн (1494—1559). Впервые опубликован в 1855 году. 
Роман включают в трилогию произведений Дюма, связанных с историей Савойского дома: к этому циклу относятся также романы «Царица сладострастия» и «Виктор Амедей III». Некоторые из персонажей также появляются в книгах «Две Дианы» и «Сорок пять». 
Главный герой книги — герцог Эммануил Филиберт Савойский. Паж герцога Савойского, Леоне — это переодетая девушка Леона Маравилья. Леона беззаветно любит герцога и погибает, спасая его беременную жену Маргариту.